# Cranopsis decorata
Cranopsis decorata är en snäckart som först beskrevs av I. M. Cowan och J. H. McLean 1968.  Cranopsis decorata ingår i släktet Cranopsis och familjen nyckelhålssnäckor. Inga underarter finns listade i Catalogue of Life.